# تشمقوله (مقاطعة تشرداول)
تشمقوله (بالفارسية: چمقوله) هي قرية تقع في قسم شباب الريفي (مقاطعة تشرداول) في إيران. يقدر عدد سكانها بـ 231 نسمة بحسب إحصاء 2016.